# Licor de mirto

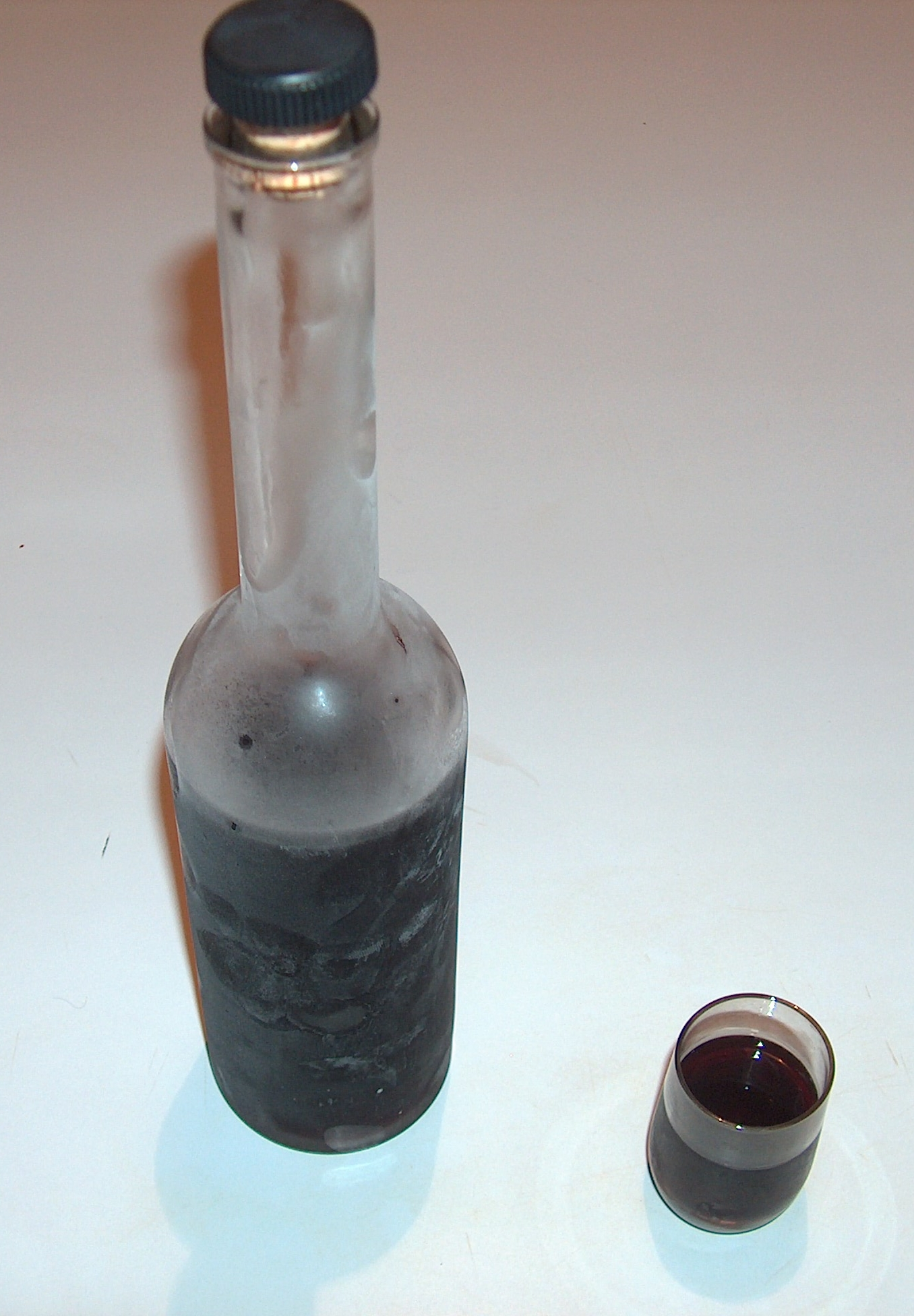
Botella de licor de mirto.

El licor de mirto (en Italia se denomina a veces simplemente mirto) o mirto rosso es un licor muy popular y tradicional de las islas de Córcega y Cerdeña. Se obtiene por la maceración alcohólica de las bayas del mirto o de una mezcla de bayas y hojas de la misma planta. Debido a sus propiedades digestivas se suele servir tras una comida y tiene que estar muy frío.